# Adam Holender
Adam Holender (ur. 13 listopada 1937 w Krakowie) – polski operator filmowy, od lat pracujący za granicą, głównie w Hollywood.

## Życiorys
Po wybuchu II wojny światowej i wkroczeniu Armii Czerwonej do Polski został wraz z rodziną wywieziony na Syberię. Do kraju wrócili po jej zakończeniu. 
Studiował architekturę, a w 1964 ukończył studia na wydziale operatorskim łódzkiej filmówki. Współpracował przy etiudach Krzysztofa Zanussiego i Romana Polańskiego, a po ukończeniu Szkoły Filmowej w Łodzi w 1966 został członkiem Zjednoczonych Zespołów Filmowych przy ul. Puławskiej 61. Jego ostatnią pracą operatorską w Polsce było szwenkowanie na planie "Czterech pancernych i psa", kultowego serialu tamtej epoki.
W 1966 opuścił Polskę i przez Kanadę udał się do Stanów Zjednoczonych. Pracuje także jako autor zdjęć do filmów reklamowych. W 2007 roku Laureat Nagrody dla Polskiego Operatora za Szczególny Wkład w Sztukę Filmową na 15. Międzynarodowym Festiwalu Autorów Zdjęć Filmowych "Camerimage" w Łodzi
Uznanie w świecie filmu zdobył na przełomie lat 60. i 70. dzięki zdjęciom do Oscarowego Nocnego kowboja Johna Schlesingera (1969), Narkomanów z Alem Pacino w roli głównej (1971) oraz Bezbronnych nagietków Paula Newmana (1972).

## Wybrana filmografia
- Nocny kowboj (1969)
- Narkomani (1971)
- Bezbronne nagietki (1972)
- Zabić księdza (1988)
- Fresh (1994)
- Dym (1995)
- Brooklyn Boogie (1995)